# Dacrydium thuioides
Dacrydium thuioides là một loài thực vật hạt trần trong họ Podocarpaceae. Loài này được Banks & Solander ex Carriere mô tả khoa học đầu tiên..